# TDA Armements
TDA Armements était une filiale de Thales. Son activité principale était la production d'armements et de munitions.
Cette société par actions simplifiée a vu le jour le 19 septembre 1994 et a disparu le 1er janvier 2018. Le site de La Ferté-Saint-Aubin où elle était implantée conserve aujourd'hui la même activité mais est devenu un établissement du groupe Thales, intégré à la société juridique Thales LAS France.

## Activités
Le site de Thales à La Ferté Saint Aubin propose une gamme complète d'armes et de munitions, avec notamment des systèmes de mortier, des systèmes de roquette pour hélicoptères, des munitions guidées avec précision et des systèmes munitroniques.

### Produits et systèmes

#### Mortiers
- 120MM RT
- 2R2M : « Rifled, Recoiled Mounted Mortar »
- 81MM LLR

#### Roquettes
- F1
- F4
- RPM : roquette guidée laser 	[2]
- Aculeus : roquette à commande par induction « plug and play » (Existe en 4 versions différentes : inerte d'exercice, explosive, à fléchettes et à guidage laser)[3]

#### Protection de zone et protection des véhicules
Système de Protection Active
Faibles effets collatéraux (réponse proportionnée à l’attaque)
Efficace contre menaces tirées même à courte distance (15 m) : faible temps de réaction, particulièrement adapté à l'environnement urbain, prise en compte de tirs multiples et simultanés

#### Mines antichar
- Série de mines HPD